# Love and Theft
«Love and Theft» — тридцять перший студійний альбом американського музиканта та автора пісень Боба Ділана, виданий 11 вересня 2001 року лейблом Columbia Records

## Про альбом
Альбом розвиває ту лінію, яку Ділан намітив у своєму попередньому альбомі «Time Out of Mind» 1997 року і отримав ще більш позитивні відгуки. Хоча дуже часто назву альбому пишуть без лапок, його правильна назва «Love and Theft». Досить імовірно, що таку назву було взято із книги Еріка Лотта «Love & Theft: Blackface Minstrelsy and the American Working Class», опублікованої у 1993 році.
У 2003 році альбом зайняв 467 позицію у Списку 500 найкращих альбомів усіх часів за версією журналу «Rolling Stone», а у 2010 році журнал Newsweek помістив платівку на 2 місце у своєму списку найкращих альбомів десятиліття.

## Список пісень
| #     | Назва                             | Автор | Тривалість |
| ----- | --------------------------------- | ----- | ---------- |
| 1.    | «Tweedle Dee & Tweedle Dum»       | Dylan | 4:46       |
| 2.    | «Mississippi»                     |       | 5:21       |
| 3.    | «Summer Days»                     |       | 4:52       |
| 4.    | «Bye and Bye»                     |       | 3:16       |
| 5.    | «Lonesome Day Blues»              |       | 6:05       |
| 6.    | «Floater (Too Much to Ask)»       |       | 4:59       |
| 7.    | «High Water (For Charley Patton)» |       | 4:04       |
| 8.    | «Moonlight»                       |       | 3:23       |
| 9.    | «Honest with Me»                  |       | 5:49       |
| 10.   | «Po' Boy»                         |       | 3:05       |
| 11.   | «Cry a While»                     |       | 5:05       |
| 12.   | «Sugar Baby»                      |       | 6:40       |
| 57:25 |                                   |       |            |

| Додаткові композиції діджіпак-видання | Додаткові композиції діджіпак-видання                                                | Додаткові композиції діджіпак-видання |
| #                                     | Назва                                                                                | Тривалість                            |
| ------------------------------------- | ------------------------------------------------------------------------------------ | ------------------------------------- |
| 1.                                    | «I Was Young When I Left Home» (записано 22 грудня 1961)                             | 5:24                                  |
| 2.                                    | «The Times They Are a-Changin'» (альтернативна версія, записана 23 жовтня 1963 року) | 2:56                                  |
| 8:20                                  |                                                                                      |                                       |